# Mjukglass

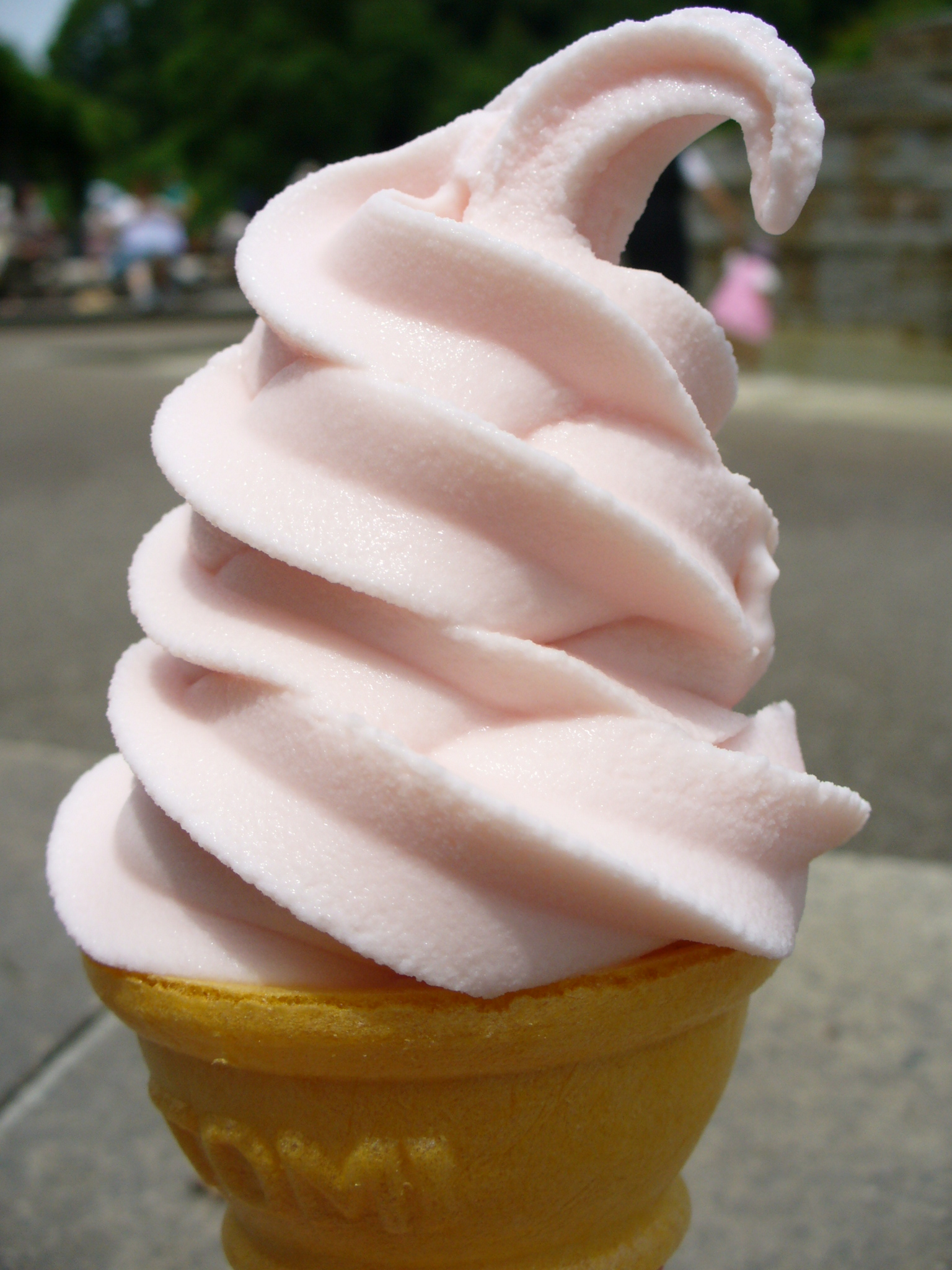
Mjukglass.

Mjukglass är en variant av glass som ofta säljs i kiosker, gatukök och uteserveringar. Den är vanlig under sommarsäsongen men säljs året runt. Som namnet antyder är den mjukare än vanlig glass, och den tillreds på plats vid serveringsstället med hjälp av en mjukglassmaskin som fylls på med glassmix. Mjukglassmaskiner i mindre format finns att köpa för hemmabruk. Det finns även mjukglassbas att köpa i livsmedelsbutik för tillredning i hemmet med elvisp och frys.
Mjukglassen serveras vanligtvis i strut, våffla, eller bägare. Den vanligaste smaken är vanilj, men andra varianter såsom choklad- och jordgubbssmak förekommer. Många mjukglassmaskiner kan göra mjukglass som består av två olika smaker.
Vanliga tillbehör är strössel, chokladdopp, choklad- eller kolasås.
Den mjuka konsistensen skapas genom att luft tillförs i glassen. Mer luft ger en krämigare och något mjukare glass och medför att glassen smälter snabbare än mjukglass med mindre luft. I Norden tillsätts i regel mer luft i mjukglassen än i Sydeuropa.
Den första mjukglassen skapades i USA på 1930-talet. Enligt en sägen var det en glassförsäljare som fick punktering och var tvungen att snabbt göra sig av med den smältande glassen, något som gick hem hos folk.
Under 1950-talet blev det populärt med mjukglass i strut.
En myt är att Storbritanniens tidigare premiärminister Margaret Thatcher uppfann mjukglassen. Däremot arbetade hon under 1940-talet med att skapa ett mjukglassrecept för den brittiska marknaden.